# هنري ك. نيلسون
هنري ك. نيلسون (بالإنجليزية: Henry C. Nelson)‏ هو سياسي أمريكي، ولد في 29 يوليو 1836م. حزبياً، نشط في الحزب الديمقراطي. وقد انتخب عضو جمعية ولاية نيويورك وانتخب عضو مجلس ولاية نيويورك.